# Kątno (województwo warmińsko-mazurskie)
Kątno (niem. Tafelbude) – wieś w Polsce położona w województwie warmińsko-mazurskim, w powiecie ostródzkim, w gminie Ostróda, nad jeziorem Szeląg Wielki.
W latach 1975–1998 miejscowość administracyjnie należała do województwa olsztyńskiego.
W czasach krzyżackich wieś pojawia się w dokumentach w roku 1414, podlegała pod komturię w Ostródzie, były to dobra krzyżackie.

## Ulice Kątna
- Jarzębinowa
- Jeziorna
- Kwiatowa
- Łąkowa